# Ameerega parvula
Espèce
Synonymes
- Dendrobates parvulus Boulenger, 1882
- Prostherapis festae Peracca, 1904
- Epipedobates parvulus (Boulenger, 1882)

Statut de conservation UICN

 LC  : Préoccupation mineure
Statut CITES
Ameerega parvula est une espèce d'amphibiens de la famille des Dendrobatidae.

## Répartition
Cette espèce se rencontre de 150 à 1 000 m d'altitude dans le haut bassin de l'Amazone, :
- en Équateur dans les provinces de Napo, de Sucumbíos, d'Orellana, de Morona-Santiago et de Pastaza ;
- au Pérou dans la région de Loreto.

## Description
Les mâles mesurent de 17,5 à 22,5 mm et les femelles de 19 à 24 mm.

## Publication originale
- Boulenger, 1882 : Catalogue of the Batrachia Salientia s. Ecaudata in the collection of the British Museum, ed. 2, p. 1-503 (texte intégral).